# Campo dei Frari
Campo dei Frari è un campo di Venezia, situato nel sestiere di San Polo, tra Campo San Tomà e Campo San Stin.
Il campo prende il proprio toponimo dall'antica presenza in loco degli ordini minori, detti in veneziano Frari.

## Descrizione
Campo dei Frari è uno dei campi più importanti e frequentati della città lagunare, per la presenza del complesso della Basilica di Santa Maria Gloriosa dei Frari, uno dei maggiori edifici religiosi di Venezia, contenente opere fondamentali del Rinascimento, come due pale del Tiziano. 
Il campo si dispone a L, occupando l'area adiacente al lato sinistro della chiesa e a quella prospiciente la sua facciata. 
Oltre alla mole della basilica e del suo campanile, l'unico altro edificio del campo ad avere particolare rilievo storico-architettonico è il monastero dei francescani, attuale Archivio di Stato di Venezia, il cui ingresso è nel lato corto a destra della facciata dei Frari.
Nel campo è presente un pozzo, posto sul lato più vicino al campanile.